# Bušince
Bušince é um município da Eslováquia, situado no distrito de Veľký Krtíš, na região de Banská Bystrica. Tem 12,5 km² de área e sua população em 2018 foi estimada em 1.416 habitantes.

## Demografia
| Ano:        | 1994 | 2004   | 2014   | 2024   |
| ----------- | ---- | ------ | ------ | ------ |
| Broj ljudi: | 1314 | 1416   | 1468   | 1365   |
| Razlika:    |      | +7,76% | +3,67% | -7,01% |

| Ano:               | 2023 | 2024   |
| ------------------ | ---- | ------ |
| Número de pessoas: | 1370 | 1365   |
| Diferença:         |      | -0,36% |